# La Moncelle
La Moncelle korábbi község Franciaországban, Ardennes megyében. Lakosainak száma 137 fő (2021. január 1.). La Moncelle Daigny, Rubécourt-et-Lamécourt, Bazeilles és Bazeilles községekkel határos.
2024. január 1-jén Bazeilles új község része lett.

## Népesség
A település népességének változása:
| Lakosok száma | 151  | 119  | 130  | 132  | 136  | 138  | 142  | 138  | 135  | 137  |
|               | 1968 | 1982 | 1990 | 2006 | 2011 | 2015 | 2016 | 2018 | 2019 | 2021 |